# Georg Herold (Gießer, 1832)

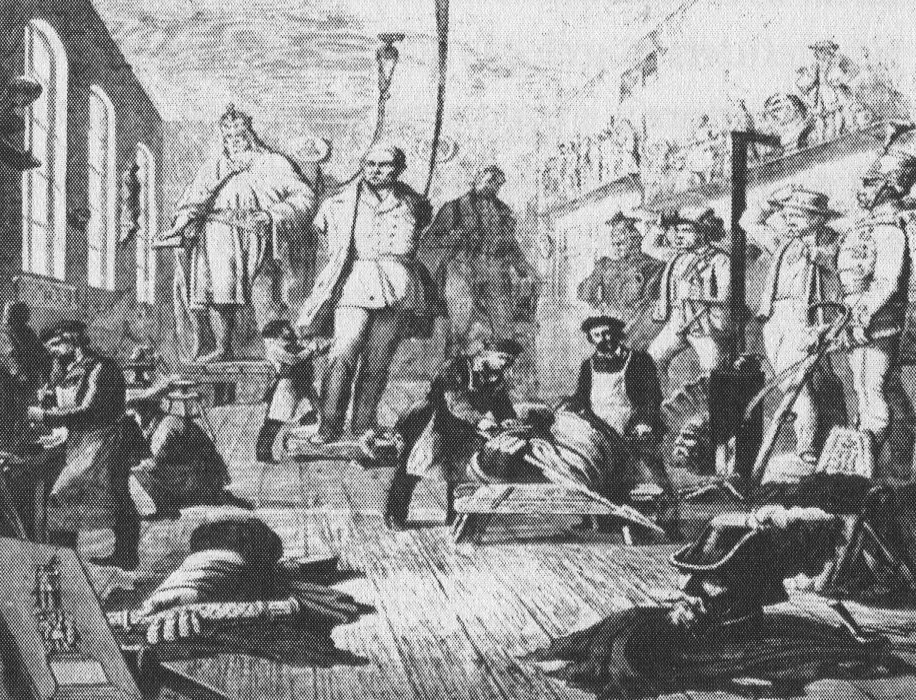
Gießerei Lenz-Herold, 1858. Christoph Lenz links und Georg Heroldt in der Mitte

Georg Herold, auch Georg Heroldt, (* 1832 in Leipzig; † 28. Juli 1871 in Stockholm) war ein deutscher Gießer. Zusammen mit seinem Halbbruder Christoph Lenz (1829–1915) übernahm er 1858 in Nürnberg die Gießerei seines Stiefvaters Daniel Burgschmiet und sie führten sie unter dem Namen Gebrüder Lenz-Herold weiter.

## Leben

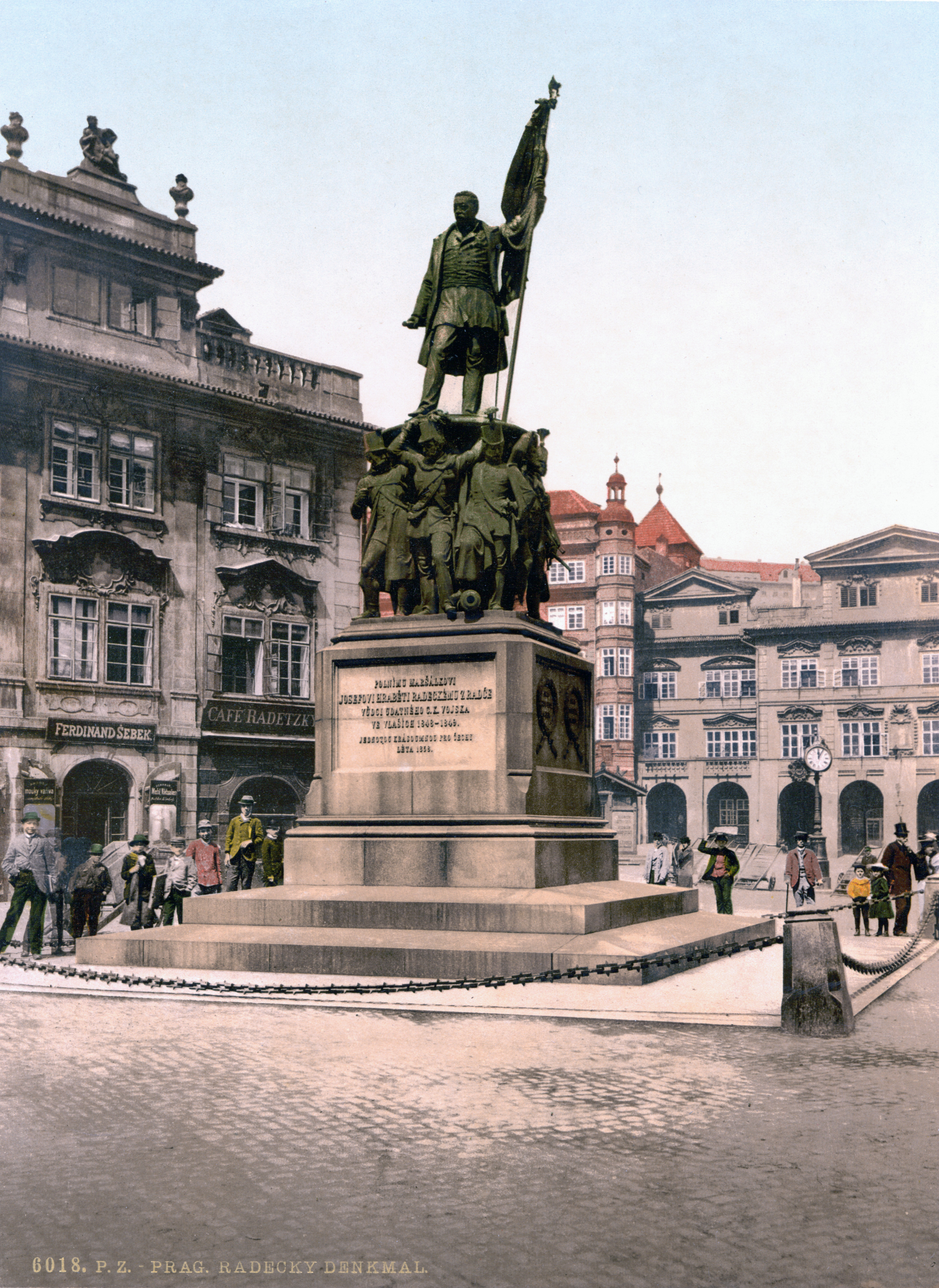
Das Radetzky-Denkmal in Prag, 1858

Georg Herold stammte vermutlich aus einer alten Nürnberger Gießerfamilie Herold. Seit dem 17. Jahrhundert stellten diese Glocken und Kanonen her. Unter anderem gehörte Andreas Herold (1623–1696) dazu.
Die Gießerei Lenz-Herold nahm Mitte des 19. Jahrhunderts ihren Betrieb auf. Als einer der ersten Aufträge wurde 1858 das Radetzky-Denkmal in Prag fertiggestellt. Für den Auftrag erhielten sie den Franz-Joseph-Orden 1. Klasse und Aufträge in Dresden, Coburg, Gera und Sydney.

### Stockholm
Lenz-Herold erhielt einige Aufträge in Stockholm. Seine erste Arbeit für Stockholm war die Skulptur Die Messerkämpfer von Johan Peter Molin, die er 1867 in Nürnberg fertigstellte. Molin war mit der Arbeit sehr zufrieden und ließ zwei seiner weiteren Werke, die Statue von Karl XIII. sowie der Molins Brunnen, in Nürnberg fertigen. Im Herbst 1867 kam Georg Herold nach Stockholm um die Arbeiten vorzubereiten. Das Unternehmen nützte die Königliche Münze als zeitweise Niederlassung. Hier traf er auf Otto Meyer, dem späteren Gründer der Gießerei Otto Meyer, der hier als Laufjunge und Dolmetscher arbeitete.

### Unfall
Die Statue von Karl XII. wurde wie geplant fertiggestellt und am 30. November 1868 eingeweiht. Während der Arbeiten am Brunnen kam es am 27. Juli 1871 zu einem Arbeitsunfall, der Herold das Leben kostete. Über den Unfallhergang gibt es unterschiedliche Berichte.
Nach einem Bericht riss das Seil einer Hebevorrichtung und ein 250 kg schweres Teil fiel auf das Bein von Herold. Am folgenden Tag starb er an den Folgen der Verletzung im Serafimerlasarettet, dem ersten schwedischen Krankenhaus. Danach wurden die Arbeiten in Schweden eingestellt und der Brunnen wurde in Nürnberg bei Lenz-Herold unter Beteiligung von Otto Meyer fertiggestellt. Der Brunnen wurde am 25. Dezember 1873 mit zweijähriger Verzögerung eingeweiht.  Für das Werk wurde die Firma Lenz-Herold mit dem Wasaorden 1. Orden ausgezeichnet. Christoph Lenz führte den Betrieb alleine weiter und übergab ihn 1896 an seinen Sohn Ernst Lenz.

## Galerie

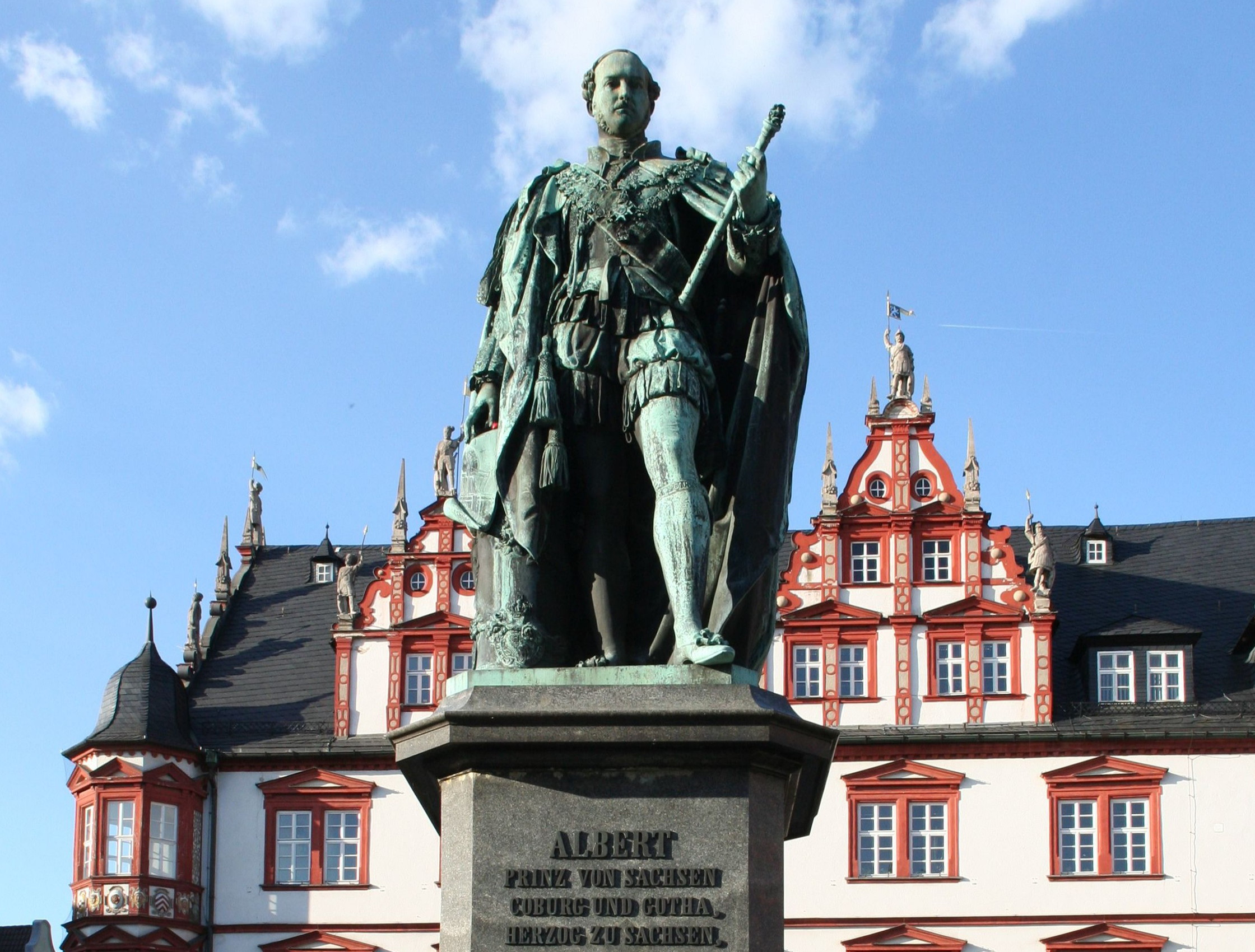
Statue von Albert von Sachsen-Coburg-Gotha in Coburg, 1865.
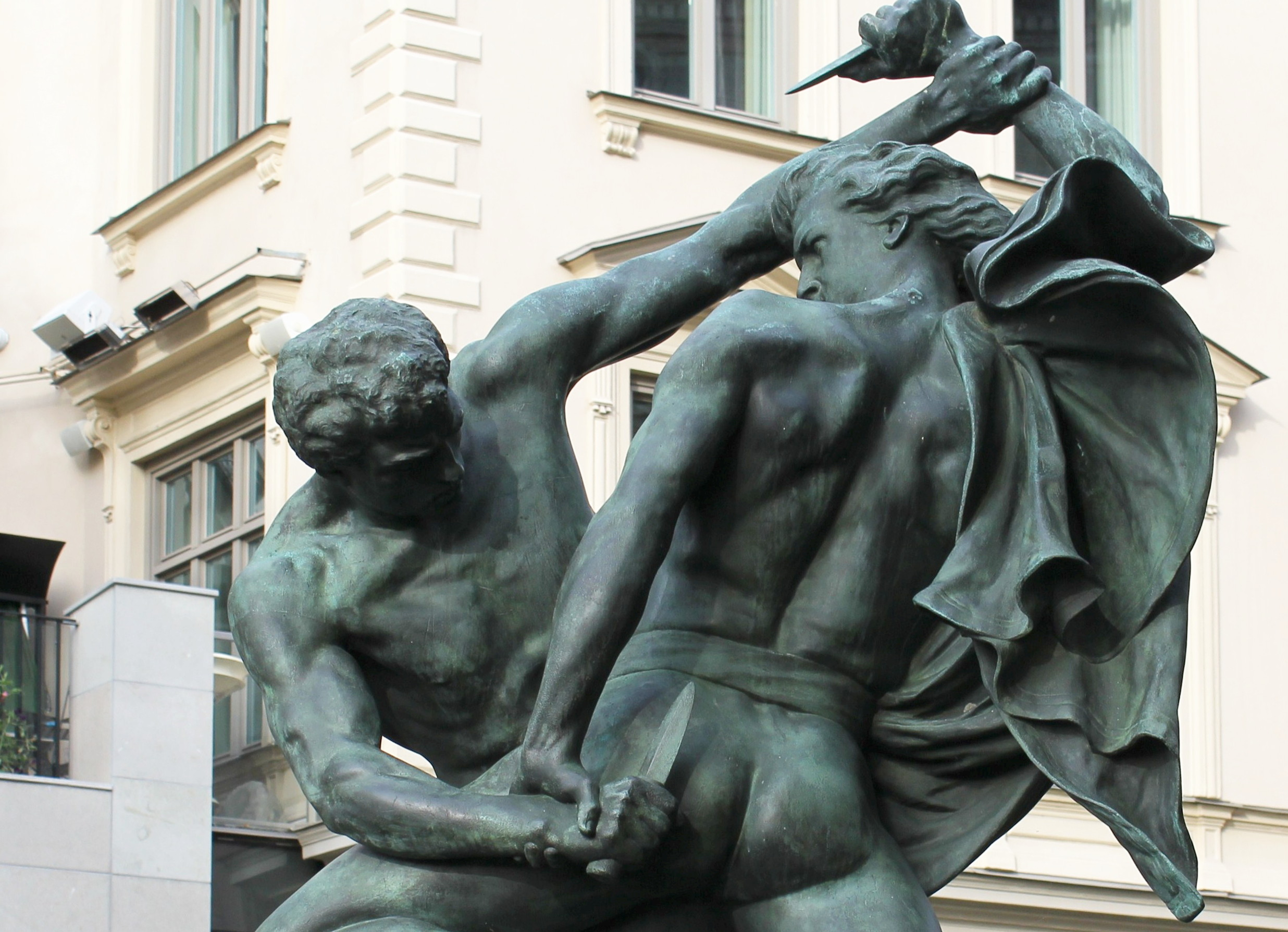
Die Messerkämpfer, 1867.
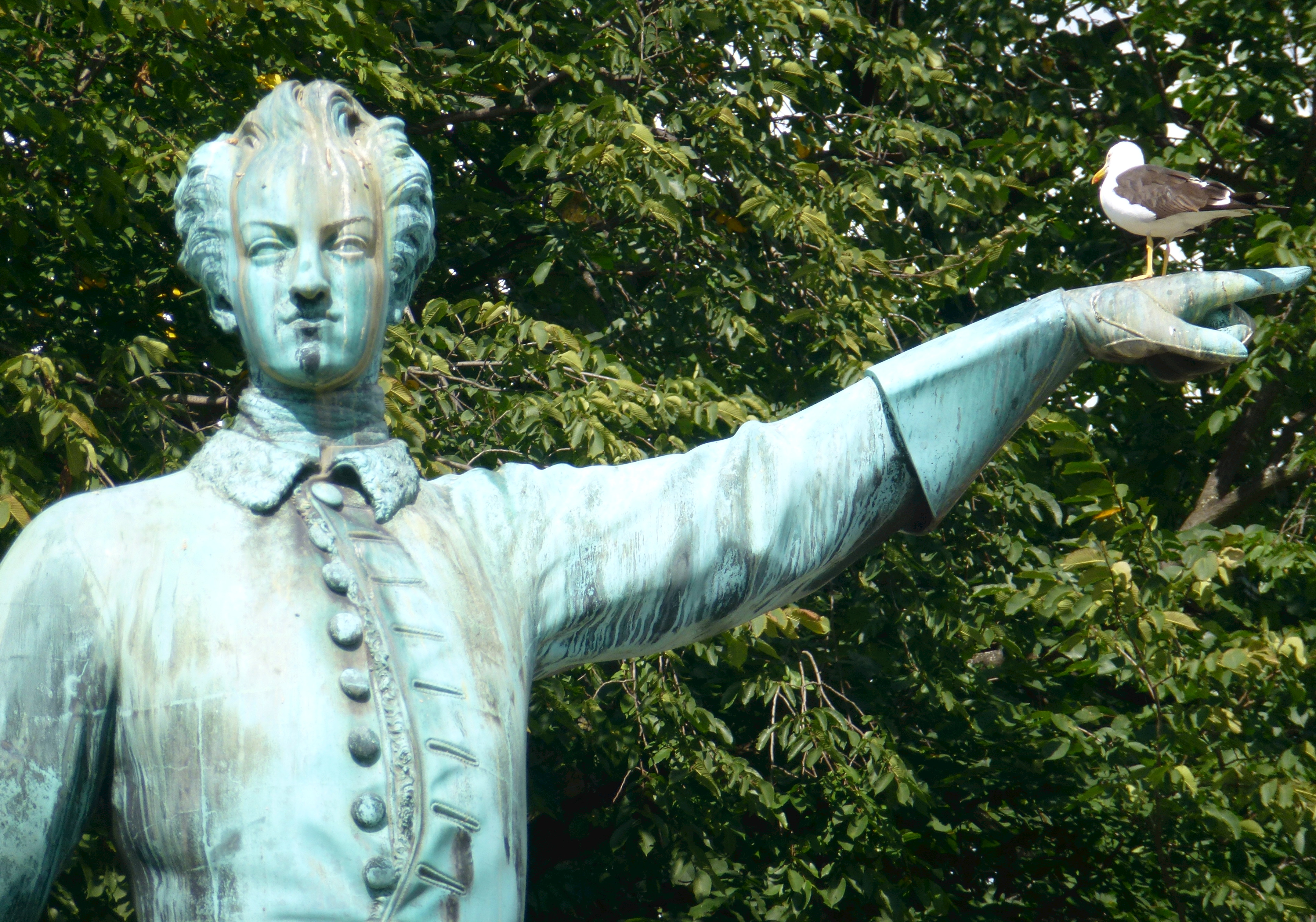
Statue von Karl XII., 1867.
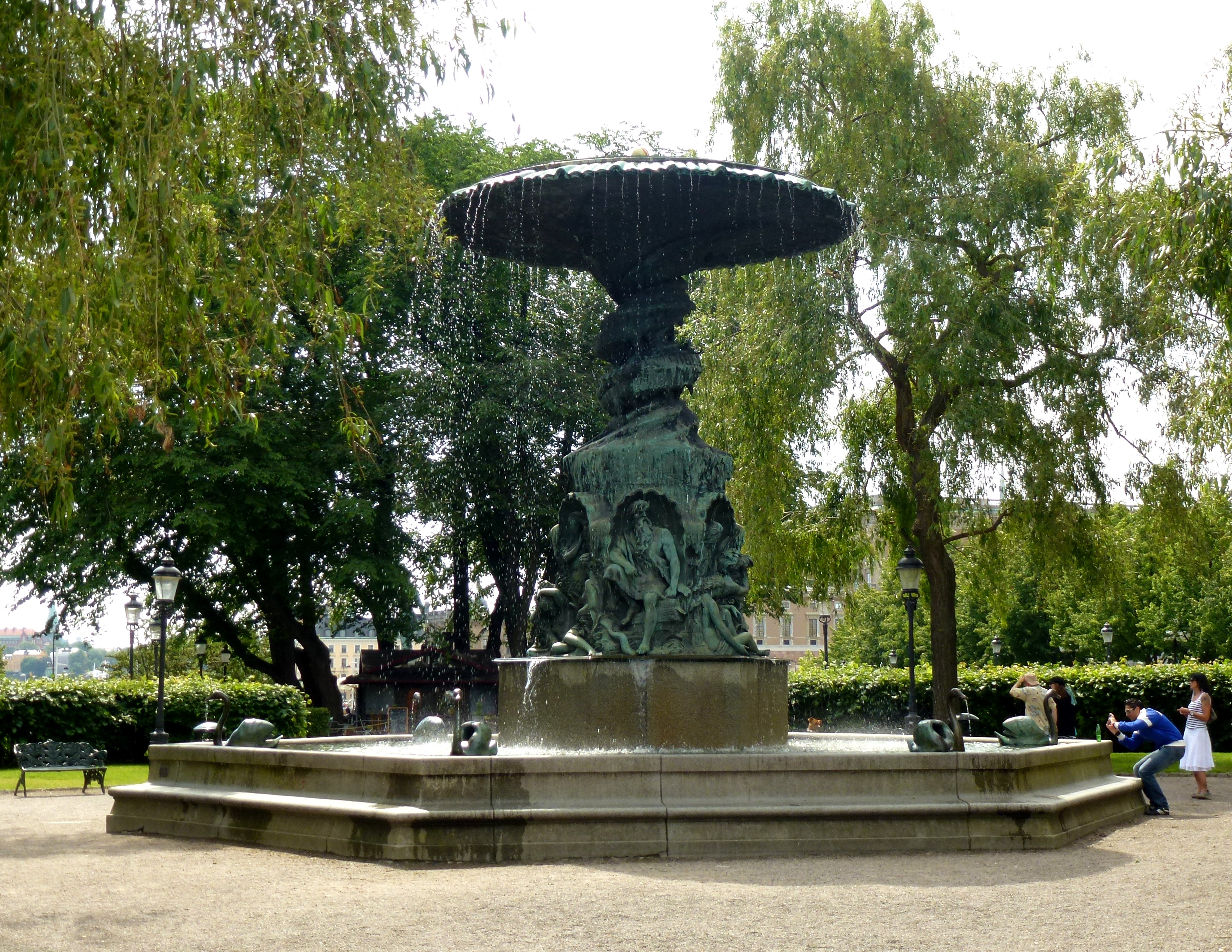
Molins Brunnen, 1873.